# Angels and Airwaves
Angels & Airwaves (por vezes estilizada pelo público como Angels and Airwaves) é uma banda de rock alternativo estadunidense. Atualmente possui como membros o guitarrista e vocalista Tom DeLonge (integrante da banda Blink-182), o multi-instrumentalista Ilan Rubin (Lostprophets, Nine Inch Nails) e o guitarrista David Kennedy (Hazen Street, Box Car Racer). Entre seus antigos membros estão o baixista Ryan Sinn (The Distillers), o baterista Atom Willard (The Offspring, Rocket From the Crypt e Against Me!) e o baixista Matt Wachter (30 Seconds to Mars).
Formada em 2005, após o Blink-182 ter entrado em hiato, a banda possui uma temática espacial em suas artes e é considerada uma banda do estilo space rock. É influenciada por U2, Pink Floyd e Radiohead.
De acordo com o Escritório de Marcas e Patentes dos Estados Unidos, Tom DeLonge registrou o nome "Angels & Airwaves" em 24 de junho de 2005 durante a confusão que houve em que o Blink-182 declarou que estava entrando em "hiato indefinido". Em pouco tempo Tom DeLonge recrutou os amigos e músicos David Kennedy, Ryan Sinn e Atom Willard para começar a banda e essa foi a formação inicial.
A banda já lançou cinco álbuns de estúdio: We Don't Need To Whisper (2006), I-Empire (2007), Love (2010), Love: Part Two (2011) e The Dream Walker (2014), e também um EP intitulado Stomping the Phantom Brake Pedal (2012). O projeto também resultou no documentário Start The Machine (2008). Em 2011, acompanhando os dois álbuns de Love, o grupo produziu um filme de drama/ficção científica chamado Love (Filme), dirigido por William Eubank. O filme foi apresentado em 460 cinemas nos Estados Unidos durante o seu evento multimídia, Love Live. A banda lançou um curta de animação chamado Poet Anderson: The Dream Walker e seu quinto álbum, The Dream Walker, no dia 9 de dezembro. Há novos projetos para serem apresentados no decorrer dos anos, tais como histórias em quadrinhos, um filme live-action e um álbum a ser revelado.

## História

### Formação e origem: 2004-2005
Tom DeLonge começou a trabalhar em um novo material durante a última turnê do Blink-182 em 2004, logo depois da ruptura, em fevereiro de 2005. Por meio ano ele trabalhou sozinho em seu estúdio em casa antes de reunir músicos para formar a banda. Após trabalhar durante várias semanas no logotipo da banda, DeLonge notou que as letras iniciais da banda são as mesmas (AAA) e percebeu que se virar o segundo "A" se parecia com um "V", ficaria sendo AVA ou A∀A, o nome da sua filha. Como os boatos foram flutuando ao redor sobre o hiato de sua banda anterior, DeLonge preferiu não dar informações em entrevistas sobre seu futuro; em vez disso, concentrou-se em escrever e gravar em seu estúdio. Em setembro de 2005, ele finalmente falou publicamente na revista Kerrang!, onde ele revelou o nome de sua nova banda, Angels & Airwaves. A banda incluiu o ex-guitarrista Hazen Street e amigo de colégio David Kennedy, ex-Rocket From the Crypt, o baterista Atom Willard e o ex-baixista da banda The Distillers Ryan Sinn. Atom Willard disse à revista Shave que a experiência de todos os membros da banda fizeram a formação da banda ser muito fácil.

### Primeiros álbuns: 2005-2009
Logo após a formação, a banda começou a gravar seu primeiro álbum no estúdio de DeLonge na Califórnia a partir de meados de 2005 até o início de 2006. No entanto, depois de um fã hackear o e-mail de DeLonge e roubar quatro demos, Angels & Airwaves não teve outra escolha a não ser lançar "The Adventure", como seu primeiro single, que foi vazado para estações de rádio, causando uma liberação prematura em 18 de maio de 2006. Poucos dias depois, em 23 de maio, eles lançaram seu primeiro álbum, We Don't Need To Whisper. O álbum chegou ao número 4 na Billboard 200, e foi ouro nos EUA e Canadá. Apesar deste sucesso, os críticos deram opiniões geralmente mistas, com um notando que "embora bem-intencionada [a banda] não conseguiu alcançar as alturas a que aspiram", especialmente à luz das reivindicações feitas por DeLonge que o álbum foi "a melhor música feita em décadas ".No entanto, no final daquele ano, a popularidade pegou com o lançamento de singles "The War (canção)", "Do It For Me Now" e "It Hurts".O restante do ano em 2007, foi retomado com concertos, e no início de 2007, o supergrupo voltou ao estúdio para trabalhar em um álbum de acompanhamento.
No entanto, os problemas foram acumulados e, em 23 de abril de 2007, Angels & Airwaves anunciou que Ryan Sinn não iria tocar no concerto Free Earth Day no MIT devido a dificuldades internas na banda. Na sequência deste incidente, em 15 de maio, Sinn postou uma mensagem no extinto fã clube da banda Army of Angels afirmando que ele "não fazia mais uma parte do Angels & Airwaves" e tinha recebido uma chamada, na noite de 19 de Abril para concluir a sua relação com a banda. Matt Wachter (o ex-baixista do 30 Seconds to Mars), tocou no show e mais tarde foi confirmado como membro permanente.
O novo álbum, intitulado I-Empire e a primeira música "Everything's Magic" vazaram na Internet, e em 25 de agosto de 2007, foi a música mais pedida na estação de rádio KROQ California. Angels & Airwaves começou um streaming da música no seu perfil MySpace, em 28 de agosto de 2007. Tornou-se também disponível no iTunes, e alcançou o número três no Chart iTunes Rocha, em 11 de setembro de 2007. A banda gravou o vídeo para o single em 20 de janeiro e 21, e foi estreada no MTV2 em 25 de fevereiro de 2008. A banda lançou um terceiro single, "Breathe (canção de Angels and Airwaves)", que foi lançado na Internet em 20 de junho.
Angels & Airwaves tocou em cada lugar da Warped Tour de 2008. Eles também fizeram uma turnê de outono em apoio ao Weezer.

### Projetos de artes: 2009-2011
A banda fez uma pausa em 2009, enquanto DeLonge se reunia com Blink-182 para uma turnê de verão. Quando DeLonge e Willard voltou no outono, a banda retomou a produção de seu próximo álbum. O Love é o terceiro álbum de estúdio do Angels & Airwaves, que foi oficialmente lançado mundialmente no dia dos namorados nos Estados Unidos em 14 de fevereiro de 2010, depois de um atraso de Natal de 2009. A emissora Fuel TV também divulgou um Remix feito por Mark Hoppus do single "Hallucinations" dois dias antes para os membros Modlife. o Álbum foi lançado gratuitamente devido a "underwriting corporativo". Eles começaram a produzi-lo em janeiro de 2009, mas o progresso foi lento devido a Blink-182. A banda terminou o álbum a tempo para seu lançamento. Love foi baixado cerca de 500.000 vezes durante as primeiras 48 horas após o seu lançamento. O primeiro single do álbum, "Hallucinations", foi disponibilizado gratuitamente através do Modlife da banda em 23 de dezembro de 2009 e depois o videoclipe em 7 de março de 2010.
A banda fez uma turnê na América do Norte, começando no dia 27 de março, em Anaheim, Califórnia. A tour terminou no dia 30 de maio, em Ventura, Califórnia, DeLonge voltou a Blink-182 para se preparar para seu próximo álbum e turnê européia. DeLonge originalmente revelou que haveria outra turnê, rumores de ter datas no Reino Unido, após o lançamento do filme Love no outono, mas os planos foram alterados devido a compromissos de Delonge com Blink-182.
O segundo álbum de estúdio do projeto Love, Love: Part Two, foi lançado em 8 de novembro de 2011. DeLonge descreveu o álbum como melhor do que a primeira parte do Love e também confirmou que haveria um box com dois álbuns e um DVD do filme. O primeiro single a ser lançado foi "Anxiety". O vídeo da música "Anxiety" foi lançado no YouTube no dia 11 de agosto de 2011.

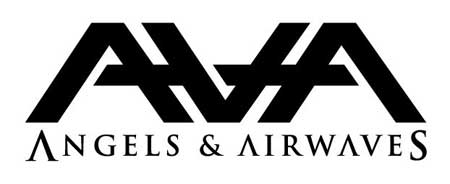
Logo da banda

### Mudanças de formação e trabalho atual: 2011-presente
Antes do lançamento de Love: Part Two, DeLonge revelou que Angels & Airwaves já tinha começado a trabalhar em dois novos álbuns e dois filmes correspondentes. Em 4 de outubro de 2011, foi anunciado em sua página no Facebook que o baterista Atom Willard tinha deixado a banda. Atom agradeceu aos membros do Angels & Airwaves por ter tido grande seis anos fazendo música juntos. Em 7 de outubro, foi anunciado que o Angels & Airwaves tocaria para o Soundwave Festival na Austrália, em fevereiro e março de 2012. Foi anunciado em 20 de outubro de 2011, que Ilan Rubin, famoso por seu trabalho com Lostprophets e Nine Inch Nails, será o novo baterista da banda. De acordo com o site da banda, a banda lançará um álbum para acompanhar um filme chamado Poet Anderson: The Dream Walker. Em março de 2012, foi confirmado que o Angels & Airwaves iria realizar shows no Reading & Leeds Festivals em agosto de 2012. A banda também se apresentou no concerto KROQ Weenie Roast anual em 5 de Maio de 2012.
Em 9 de novembro de 2012, um EP intitulado Stomping the Phantom Brake Pedal foi anunciado.
Em 1 de abril de 2014 Tom DeLonge anunciou através de sua página oficial do Facebook que revelaria informações do quinto álbum da banda no dia 31 de outubro de 2014. O anúncio foi feito com com a animação Poet Anderson: The Dream Walker que descreve uma cidade futurista. Em uma entrevista com Alter The Press! publicada em 06 junho de 2014, DeLonge confirmou a data de lançamento agendada e diz do álbum: "Há coisas que nunca mudam, como a minha sensibilidade melódica e da maneira que eu escrevo as estruturas das músicas. Arranjos, progressões de acordes e tonalidades tudo mudou radicalmente."
Foi revelado em 24 de junho que Matt Wachter tinha deixado a banda, a fim de se concentrar em sua família. Tom DeLonge postou uma mensagem no Facebook explicando que eles ainda são dois amigos próximos e que Matt possivelmente se juntaria a eles novamente um dia. Em 4 de julho Angels & Airwaves termina de filmar seu novo videoclipe para o novo single do álbum que sai no Dia das Bruxas. Em 9 de julho, Tom DeLonge confirmou em uma postagem de fotos na página do Facebook da banda que Eddie Breckenridge (anteriormente da banda de post-hardcore Thrice) aderiu ao Angels & Airwaves.
A nova música do próximo álbum, intitulado "Paralyzed", foi disponibilizado para compra via MixRadio. O produtor Aaron Rubin confirmou que esta versão ainda não foi oficial. Ele também confirmou que a versão final será lançada em 5 de outubro Tom DeLonge anunciou através de sua conta no Twitter que "Paralyzed" não é o primeiro single do The Dream Walker. "Paralyzed" foi estreada no RollingStone.com em 7 de outubro Os rumores de David Kennedy deixar a banda começou a circular depois da imprensa incluir fotos apenas de Tom DeLonge e Ilan Rubin. Em 26 de outubro, o primeiro single do The Dream Walker, The Wolfpack, vazou na Soundcloud. Em 30 de outubro de 2014, Tom DeLonge libera a lista de faixas para o álbum The Dream Walker.

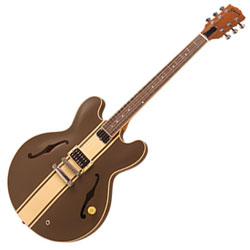
Epiphone Tom Delonge ES-333. Há diversas variações usadas pelo Tom na banda Angels & Airwaves e Blink-182.

As especulações quanto ao status de David Kennedy e Eddie Breckenridge com a banda foram desmentidas e Tom DeLonge confirmou durante uma entrevista à Rock Sound em 11 de novembro que ambos os membros ainda estavam envolvidos com o Angels & Airwaves, embora ele não tenha especificado em que medida, alegando "Eu acho que as pessoas estão apenas confusas. eu entendo, mas eu tento dizer às pessoas para olhar para todo o projeto, não apenas uma peça. Isso não é apenas uma banda, cada um se envolve para um projeto muito maior." 

## Projetos de Artes
O grupo foi descrito por DeLonge como mais do que uma banda, mais precisamente "um projeto de arte [que se aproxima] de grandes temas humanos que abordam em diferentes mídias", ou simplesmente "um projeto multimídia". Isto tem foi visto em filmes de bandas, eventos ao vivo, e nova abordagem para a interação com os fãs-artista.

### Filmes
Start The Machine é um documentário que enfoca o desmembramento do Blink-182, a gênese do Angels & Airwaves, e a produção de seu primeiro álbum We Don't Need To Whisper. Foi lançado em DVD em 17 de junho de 2008. Start The Machine foi filmado ao longo de um percurso de quase 3 anos.
Love (filme) é um filme de ficção científica dirigido por William Eubank e estrelado por Gunner Wright, que foi lançado em um evento especial chamado Love Live em 10 de agosto de 2011. "Tudo começa na Guerra Civil e você vai viajar através do tempo e do espaço. Há diferentes linhas de história. A principal delas é, um cara que é enviado até a Estação Espacial Internacional, e ele fica abandonado lá em cima e. ele não sabe por quê. Então, ao longo de seus anos de ser preso lá em cima, ele vê a Terra começando a entrar em colapso abaixo. Ele acaba se tornando basicamente a última pessoa viva e, em seguida, décadas depois, ele acorda um dia e há algo fora da ISS, em órbita baixa da Terra com ele."
O filme recente da banda é um curta de animação chamado Poet Anderson: The Dream Walker, apoiando álbum The Dream Walker.
Um filme intitulado "Strange Times" também está em desenvolvimento, porém não há informações sólidas do projeto.

## Membros

### Atuais
- Tom DeLonge - vocal e guitarra (ex-membro do Blink-182) 2005 - atualmente, baixo 2014 - 2018, 2019 - presente
- David Kennedy - guitarra (ex-membro do Hazen Street e do Box Car Racer) 2005 - 2014, 2018 - presente
- Ilan Rubin - bateria (ex-membro do Fenix*TX, Denver Harbor, Lostprophets e membro do Nine Inch Nails) 2011 - atualmente, baixo 2014 - 2018, 2019 - presente, guitarra 2014 - 2018

### Ex-Membros
- Ryan Sinn - baixo (membro fundador do The Distillers) 2005 - 2007
- Atom Willard - bateria (ex-membro do Rocket From The Crypt, The Offspring e do Social Distortion) 2005 - 2011
- Matt Watcher - baixo (ex-membro do 30 Seconds to Mars) 2007 - 2014, 2018 - 2019
- Eddie Brickenbridge - baixo (membro do Thrice) 2014

## Discografia

### Álbuns
- We Don't Need to Whisper (2006)
- I-Empire (2008)
- Love (2010)
- Love: Part Two (2011)
- The Dream Walker (2014)
- Lifeforms (2021)

| Ano  | Álbum                    | EUA | Reino Unido | Canada | Australia |
| ---- | ------------------------ | --- | ----------- | ------ | --------- |
| 2006 | We Don't Need To Whisper | 4   | 6           | 3      | 8         |
| 2008 | I-Empire                 | 9   | 19          | 5      | 31        |
| 2010 | Love                     | -   | -           | -      | -         |
| 2012 | Love: Part Two           | -   | -           | -      | -         |
| 2014 | The Dream Walker         | -   | -           | -      | -         |

### Singles
- "The Adventure" - lançado em 2006 (original do álbum We Don't Need to Whisper)
- "It Hurts" - lançado em 2006 (original do álbum We Don't Need to Whisper)
- "Do It for Me Now" - lançado em 2006 (original do álbum We Don't Need to Whisper)
- "The War" - lançado em 2006 (original do álbum We Don't Need to Whisper)
- "Everything's Magic" - lançado em 2007 (original do álbum I-Empire)
- "Secret Crowds" - lançado em 2008 (original do álbum I-Empire)
- "Breathe" - lançado em 2008 (original do álbum I-Empire)
- "Hallucinations" - lançado em 2010 (original do álbum Love)
- "Anxiety" - lançado em 2011 (original do álbum Love: Part Two)
- "Surrender" - lançado em 2011 (original do álbum Love: Part Two)
- "The Wolfpack" - lançado em 2014 (original do álbum The Dream Walker)
- "Tunnels" - lançado em 2014 (original do álbum The Dream Walker)
- "Rebel Girl" - lançado em 2019 (original do álbum Life Forms)
- "Kiss And Tell" - lançado em 2020 (original do álbum Life Forms)
- "All That's Left Is Love" - lançado em 2020 (original do álbum Life Forms)